# Eleazar de Carvalho
Eleazar de Carvalho   (Iguatu, 28 de juny de 1912 - São Paulo, 12 de setembre de 1996) va ser un compositor i director d'orquestra brasiler.

## Biografia
Els pares de De Carvalho eren Manuel Alfonso de Carvalho i Dalila Mendonça. Va estudiar als Estats Units amb Serge Koussevitzky al "Berkshire Music Center", i més tard es va convertir en ajudant de direcció de Koussevitzky, al mateix temps que Leonard Bernstein. Va rebre un doctorat, en música per la "Washington State University" el 1963.
Al Brasil, de Carvalho va ocupar els principals càrrecs de direcció a l'Orquestra Sinfônica Brasileira de Rio de Janeiro, l'Orquestra Sinfônica do Estado de São Paulo, l'Orquestra Sinfônica do Recife, l'Orquestra Sinfônica da Paraiba i també amb l'Orquestra Sinfônica de Porto Alegre. Als Estats Units, va ocupar el càrrec principal com a director musical de l'Orquestra Simfònica de Saint Louis (SLSO), del 1963 al 1968. Durant el seu mandat a Saint Louis, es va destacar com a campió de la música contemporània. També es van dur a terme les primeres actuacions (SLSO) de Ígor Stravinski La consagració de la primavera, Ludwig van Beethoven Missa solemnis, i la Grande missa des morts d'Hector Berlioz.
De Carvalho va donar classes a la "Universitat de Hofstra" i a la "Juilliard School of Music". El 1987 es va incorporar a la facultat de música de la Universitat Yale com a professor i com a director de residència. Es va convertir en emèrit a Yale el 1994. De Carvalho va ser professor de directors com Claudio Abbado, Charles Dutoit, Zubin Mehta, Gustav Meier, Seiji Ozawa, José Serebrier i David Zinman.
De Carvalho estava casat amb Jocy de Oliveira i tenia un fill, Eleazar de Carvalho Filho, ara un reconegut economista. Més tard, es va tornar a casar amb Sonia Muniz de Carvalho. Van tenir un fill, Sergei i una filla, Claudia.